# Нахманович Віталій Рафаїлович
Нахманович Віталій Рафаїлович (20.10.1966, Київ) — український історик, етнополітолог, музейник і громадський діяч. Син українського кінорежисера-документаліста Рафаїла Нахмановича (1927—2009) та Галини Михайлівни Нахманович. Активний громадський діяч у питаннях Голокосту в Україні та гідного вшанування пам'яті усіх жертв Бабиного Яру.

## Біографія
Народився і закінчив школу в Києві. Закінчив історичний факультет Московського державного університету ім. М. В. Ломоносова (1994). З 1994 по 2000 роки працював в російських громадських організаціях. У 2000 повернувся до України.
2000—2002 роки — виконавчий директор Єврейської конфедерації України, шеф-редактор газети «Еврейский обозреватель». Організував у газеті кампанію публічного опору проекту зведення у Бабиному Яру єврейського общинно-культурного центру «Спадщина» за що був звільнений.
З 2003 року співзасновник (разом з Іваном Дзюбою, Мирославом Поповичем і Семеном Глузманом) та відповідальний секретар Громадського комітету для вшанування пам'яті жертв Бабиного Яру, редактор інтернет-порталу комітету. Співавтор концепції створення Меморіального музею пам'яті жертв Бабиного Яру. Куратор Відкритого міжнародного архітектурного конкурсу ідей комплексної організації та благоустрою історико-меморіальної зони «Бабин Яр — Дорогожицький некрополь» (2015—2016). Продюсер документального кінофільму «Бабин Яр у пошуках пам'яті» (2017).
Від 2017 заступник голови робочої групи з розробки концепції меморіалізації Бабиного Яру при Інституті історії України НАН України. Співавтор Концепції комплексного розвитку (меморіалізації) Бабиного Яру з розширенням меж Національного історико-меморіального заповідника «Бабин Яр» (2019—2021).
Завідувач відділу (2005—2008), провідний науковий співробітник (від 2011) Музею історії м. Києва. Автор і куратор мультимедійних музейно-виставкових проектів: «Війна. Місто. Люди», до 70-річчя звільнення Києва від нацистської окупації (2013), «Майдан: від Незалежності до Свободи» до 25-ї річниці Революції на граніті (2015—2016), «Бабин Яр: пам'ять на тлі історії» до 75-х роковин трагедії Бабиного Яру (2016—2017), «Бабин Яр. Віртуальний спогад» (2020), «Бабин Яр: Дзеркала смерті» (2023), «На сторожі Святої Софії» (2024—2025).
У 2013—2014 під час Революції Гідності та початку російської інтервенції в Україну виступив з низкою публічних звернень.
Після початку повномасштабної агресії Росії проти України ініціатор та упорядник документального інтернет-ресурсу «Хроніки оборони Києва».

## Наукова діяльність
Нахманович є автором багатьох праць з історії євреїв, Голокосту, Другої світової війни, історичної пам'яті, етнонаціональних проблем сучасної України та ін. Організатор і співорганізатор низки наукових конференцій, семінарів, наукових, науково-популярних і культурно-просвітницьких проектів. Співупорядник і співредактор низки наукових видань, як-от:
- «Бабий Яр: человек, власть, история: документы и материалы»[23]
- Всеукраїнські наукові конференції «Друга світова війна і доля народів України» (2005, 2006, 2008 роки)
- Міжнародна наукова конференція «Бабин Яр: масове убивство і пам'ять про нього»[24] (2012)
- Всеукраїнська наукова конференція «Від України до УРСР до 80-річчя перенесення столиці Радянської України до міста Києва (12 грудня 2014 р., м. Київ)»[25]
- Міжнародна наукова конференція «Пам'ять Бабиного Яру і Голокосту: наукові та суспільно-політичні виміри» // УІЖ. 2021. № 6.
- Член редколегії наукового часопису «Голокост і сучасність: Студії в Україні та світі»[26]

Викладав міждисциплінарну програму з юдаїки у Національному університеті «Києво-Могилянська академія» (2012—2013).
Брав участь у розробці низки законопроектів у сфері національно-культурної політики та політики пам'яті, документів міжнаціональних об'єднань і громадських організацій. Член Наукової ради з проблем національних відносин при НАН України, член експертної ради музею Революції Гідності], експерт Конгресу національних громад України.

### Вибрані наукові праці
- Еврейская политика Царского правительства в 1870-х гг. Деятельность Комиссии по устройству быта евреев. М., 1996;
- Евреи в украинских народных песнях середины — третьей четверти XIX в. // «Штетл» як феномен єврейської історії (Матеріали конф. 30 серп. — 3 верес. 1998 р.). К., 1999;
- Проблемы и перспективы украинского «холокостоведения» // Голокост і сучасність. Наук.-пед. бюллет. К., 2002;
- Бабий Яр: палачи, жертвы, праведники (история трагедии — к постановке проблемы) // Голокост і сучасність. Наук.-пед. бюллет. К., 2003. № 4;
- Источники и литература. Проблемы систематизации и особенности изучения // Бабий Яр: человек, власть, история: Документы и материалы. Кн. 1: Историческая топография и хронология событий. К., 2004;
- Сырец, Лукьяновка и Бабий Яр в первой половине XX в. (до начала немецкой оккупации 1941—1943 гг.): История застройки и проблемы топографии // Бабий Яр: человек, власть, история: Документы и материалы. Кн. 1: Историческая топография и хронология событий. К., 2004 (у співавт. з Т. Євстаф'євою);
- Расстрелы и захоронения в районе Бабьего Яра во время немецкой оккупации г. Киева 1941—1943 гг.: Проблемы хронологии и топографии // Бабий Яр: человек, власть, история: Документы и материалы. Кн. 1: Историческая топография и хронология событий. К., 2004;
- Динаміка етнонаціональних процесів в Україні і завдання державної етнополітики // Актуальні питання вітчизняної етнополітики: шляхи модернізації, врахування міжнародного досвіду. К., 2004;
- На вашу національність рознарядки немає? (до питання про «політичне русинство») // Форум націй. 2007. № 4;
- Буковинський курінь і масові розстріли євреїв Києва восени 1941 р. // УІЖ. 2007. № 3;
- Выборы в Украине: этноязыковая составляющая политических предпочтений // Форум націй. 2008. № 1;
- Голокост у неорадянській концепції історії Другої світової війни // Форум націй. 2010. № 1;
- Не лише про Бандеру // Критика. 2010. № 9/10;
- Голокост як наукова і світоглядна проблема. Погляд з України // Україна в Другій світовій війні: погляд з XXI століття. К., 2011. Кн. 2;
- Бабин Яр. Історія. Сучасність. Майбутнє?.. (Роздуми до 70-річчя київської масакри 29–30 вересня 1941 р.) // УІЖ. 2011. № 6.;
- Мусульманский фундаментализм и европейские перспективы // Форум націй. 2012. № 3;
- Моделі побудови поліетнічного і поліконфесійного суспільства: перспективи застосування в Україні // Політичні проблеми сучасної України: аналітичні доповіді Інституту політичних і етнонаціональних досліджень ім. І. Ф. Кураса НАН України. К., 2012;
- Перспективи використання потенціалу етнічних, конфесійних та етно-конфесійних спільнот для вирішення соціальних і гуманітарних проблем суспільства // Держава і громадянське суспільство в Україні: пошук концепцій співпраці: Аналітична доповідь. К., 2013;
- Голокост: у пошуках парадигми пам'яті // Боротьба за Україну в 1943—1944 роках: влада, збройні сили, суспільство. К., 2014;
- Уявна ксенофобія, або пастки шкали Богардуса. Що рахують українські соціологи? // Наукові записки Інституту політичних і етнонаціональних досліджень ім. І. Ф. Кураса. 2014. № 6;
- Феномен «Свободи». Виборці радикальних націоналістів у дзеркалі соціології. К., 2016;
- Babyn Yar: the Holocaust and Other Tragedies; Babyn Yar: A Place of Memory in Search of a Future // Babyn Yar: History and Memory. — К., 2016 (також україномовне видання);
- Каталог охоронних та інформаційних дощок, пам'ятників і пам'ятних знаків, пов'язаних з історією Бабиного Яру (станом на 1 червня 2017 р.) // Бабин Яр: масове убивство і пам'ять про нього (Матеріали. конф. 24–25 жовт. 2011 р.). Вид. 2-ге, доп. К., 2017;
- Єврейське питання в Україні: ставлення населення // Розвиток і взаємодія єврейських громад на європейському просторі. К., 2017;
- Ксенофобія і толерантність у добу кризи постмодерну // Історія та історіографія в Європі: Національні історичні культури та історіографії в Європі. Вип. 6: Ідеології та практики націоналізму та ксенофобії у Східній Європі. К., 2019;
- «Кольорові революції» — начерки до системного аналізу // Революція Гідності: на шляху до історії: Зб. наук. праць, кн. 2. Революції доби постмодерну: Майдан у контексті світових протестних рухів кінця XX — початку XXI століття. К., 2021

Співредактор і співупорядник (разом із Галиною Нахманович) спогадів і збірки кінофільмів Р. Нахмановича «Возвращение в систему координат, или Мартиролог метека»